# New York, New York (manga)
Pour les articles homonymes, voir New York, New York (homonymie).
New York, New York (ニューヨーク・ニューヨーク, nyūyōku nyūyōku) est un shōjo manga de Marimo Ragawa. Cette histoire est de type yaoi (romance entre hommes, destiné à un public féminin). Les cinq épisodes divisés en seize scènes ont été prépubliés dans le Hana to yume entre 1995 et 1998, publiés par l'éditeur japonais Hakusensha en 1998. En France, ils ont été traduits par Laurence Belingard et édités en 4 tomes par l'éditeur Panini Comics, en 2002.

## Synopsis
À New York, Kain Walker un policier s'éprend du jeune Mel Frederics et vont ensemble être confrontés à l'entourage professionnel et familial de Kain et aux vieux démons de Mel.
À travers la vie assez tourmentée du couple de héros, plusieurs thèmes sur l'homosexualité (viol, mariage, adoption et homoparentalité, sida) et la tolérance (notamment dans la relation entre Kain et son chef) sont abordés.
L'édition française comprend une histoire en un épisode de Ragawa, De toi à moi.

## Épisodes
- Épisode 1 : après le récit de la rencontre, le couple subit son premier choc lorsque Mel est victime d'un viol sur le lieu d'un braquage.
- Épisode 2 : des blessures du passé de Mel réapparaissent. Kain décide de le présenter à ses parents qui vivent dans le Massachusetts.
- Épisode 3 : à la suite de l'aggravation de l'état de santé d'un coéquipier victime du sida, Kain et Mel décident de se « marier ». Mel disparaît et laisse Kain dans le désespoir.
- Épisode 4 (8 scènes) : la recherche par Kain de Mel enlevé par un tueur en série.
- Épisode 5 : épilogue qui développe le thème de l'homoparentalité puisqu'il est raconté par Erika, fille adoptive de Mel et Kain.

### Documentation
- Kara, « NYK NYK », BoDoï, no 55,‎ août-septembre 2002, p. 86.